# Acronicta lemmeri
Acronicta lemmeri là một loài bướm đêm trong họ Noctuidae.